# (4771) Hayashi
(4771) Hayashi es un asteroide perteneciente al cinturón de asteroides, descubierto el 7 de septiembre de 1989 por Masayuki Yanai y el astrónomo Kazuro Watanabe desde el Observatorio de Kitami, Hokkaidō, Japón.

## Designación y nombre
Designado provisionalmente como 1989 RM2. Fue nombrado Hayashi en honor al japonés "Kousuke Hayashi" que formó parte de la plantilla del Museo de la Ciencia de Sapporo, y Presidente de la Asociación de Investigación Planetaria de Japón desde 1990. 

## Características orbitales
Hayashi está situado a una distancia media del Sol de 2,684 ua, pudiendo alejarse hasta 3,105 ua y acercarse hasta 2,263 ua. Su excentricidad es 0,156 y la inclinación orbital 4,797 grados. Emplea 1606 días en completar una órbita alrededor del Sol.

## Características físicas
La magnitud absoluta de Hayashi es 12,6. Tiene 12,51 km de diámetro y su albedo se estima en 0,113.